# Bojszowy (gemeente)
De gemeente Bojszowy is een landgemeente in het Poolse woiwodschap Silezië, in powiat Bieruńsko-lędziński.
De zetel van de gemeente is in Bojszowy.
Sołectwa:
- Bojszowy
- Bojszowy Nowe
- Jedlina
- Międzyrzecze
- Świerczyniec

## Oppervlakte gegevens
De gemeente heeft een oppervlakte van 34,07 km², waarvan:
- agrarisch gebied: 64%
- bossen: 25%

De gemeente beslaat 21,7% van de totale oppervlakte van de powiat.

## Demografie
Stand op 31 december 2005:
| Omschrijving                   | Totaal | Totaal | Vrouwen | Vrouwen | Mannen | Mannen |
| ------------------------------ | ------ | ------ | ------- | ------- | ------ | ------ |
| eenheid                        | aantal | %      | aantal  | %       | aantal | %      |
| inwoners                       | 6603   | 100    | 3307    | 50,2    | 3296   | 49,8   |
| bevolkingsdichtheid (inw./km²) | 193,8  | 193,8  | 97,39   | 97,39   | 96,42  | 96,42  |

## Aangrenzende gemeenten
Bieruń, Kobiór, Oświęcim, Miedźna, Pszczyna, Tychy